# HD 102272 b
HD 102272 b – planeta pozasłoneczna odkryta przez polskich astronomów: A. Niedzielskiego, K. Goździewskiego, A. Wolszczana, M. Konackiego, G. Nowaka i P. Zielińskiego. Planeta orbituje wokół gwiazdy HD 102272 położonej w gwiazdozbiorze Lwa, odległej o ok. 1200 lat świetlnych od Ziemi. Została odkryta przy pomocy teleskopu Hobby-Elberly.
Planeta krąży po prawie kołowej orbicie w średniej odległości 0,61 j.a. od swojej gwiazdy, obiegając ją w czasie 127,5 dnia. Masa planety wynosi co najmniej 5,9 masy Jowisza. Jest to planeta krążąca najbliżej czerwonego olbrzyma ze wszystkich znanych podobnych układów do tej pory.
Planeta HD 102272b jest drugim odkryciem planety w ramach przeglądu około 1000 gwiazd nieba północnego prowadzonego wspólnie przez Uniwersytet Mikołaja Kopernika w Toruniu oraz Uniwersytet Pensylwanii. Wcześniejsze odkrycie to planeta HD 17092 b.